# Gonars
Gonars (friuli nyelven Gonârs) település Olaszországban, Friuli-Venezia Giulia régióban, Udine megyében. Lakosainak száma 4530 fő (2023. január 1.). Gonars Bagnaria Arsa, Bicinicco, Palmanova, Porpetto, Torviscosa, Castions di Strada és Santa Maria la Longa községekkel határos.

## Népesség
A település népességének változása:
| Lakosok száma | 4757 | 4718 | 4530 |
|               | 2017 | 2018 | 2023 |